# Kim Clijsters
Kim Antonie Lode Clijsters (pronunciado, kɪm klɛistərsⓘ; Bilzen, 8 de junio de 1983) es una exjugadora de tenis profesional belga. El 10 de agosto de 2003 alcanzó el puesto número 1 del ranking WTA. Fue ganadora de tres Abiertos de Estados Unidos y un Abierto de Australia.

## Biografía
Kim es hija de Lei Clijsters (fallecido), un exjugador de fútbol y Els Vandecaetsbeek, una excampeona en gimnasia, y tiene una hermana llamada Elke. Estudió en la escuela de tenis Wilrijk.
Clijsters ha ganado 36 títulos en individuales durante su carrera. Dos de esos los obtuvo en el WTA Tour Championships de Los Ángeles, California, en 2002 y 2003, cuando venció a la francesa Amélie Mauresmo. Entre sus mayores logros está el de obtener el trofeo del US OPEN en el año 2005, 2009 y 2010.
Anunció su retirada del tenis el 6 de mayo de 2007, en el Abierto de Australia, donde cayó en semifinales ante María Sharápova, debido a las continuas lesiones que sufrió durante sus últimos años de competición.
En febrero del 2008 se casó con el baloncestista estadounidense Bryan Lynch y tuvo una hija a la que llamó Jada.
Sin importar lo que padeció la jugadora belga en los últimos años de su carrera, fue una de las jugadoras más completas de la generación de jugadoras del 90 y que se mantuvo en la primera década del siglo XXI. Sus fuertes golpes, su potente saque, su gran flexibilidad y su velocidad la convierten en una de las jugadoras más difíciles de vencer en el circuito WTA. La belga protagonizó muchos clásicos del tenis, frente a jugadoras como Sharápova, Henin, y las hermanas Williams, con quienes compartió buena parte de su carrera. 
El 26 de marzo de 2009 a la edad de 25 años, hace oficial su regreso al circuito WTA, empezando en el torneo de Cincinnati. Este regreso se llevó a cabo el 17 de mayo con motivo de la puesta de largo de la nueva cubierta instalada sobre la pista central de Wimbledon.
El 29 de agosto de 2012 hace oficial su retiro luego de caer ante Laura Robson en segunda ronda del US Open 2012.
El 17 de febrero de 2020 vuelve de su retiro en el torneo de Dubái, siendo derrotada por Garbiñe Muguruza en primera ronda.

## Carrera

### 2003
Fue la jugadora que más rentabilizó la temporada 2003. La belga, con casi 4,5 millones de dólares como ganancias oficiales fue la jugadora que más dinero ganó, consiguiendo el número 1 del ranking WTA.

### 2007
En el 2007 inicia el año de su despedida del tenis competitivo ganando el torneo de exhibición en Hong Kong, derrotando en la final a la rusa María Sharápova. Después asistió al campeonato de Sídney, logrando una importante victoria en este torneo preparatorio para el Australian Open; tras un parejo partido, frente a la serbia Jelena Janković, logra levantar su trofeo número 34 en individuales. Estando las cosas así, Clijsters se perfila como firme candidata a ganar el Abierto de Australia, ya que en esta edición 2007 faltaría la belga Justine Henin, lo que dejaría como favoritas a Clijsters, Hingis, Sharápova y Mauresmo. Ante la pronta caída de la francesa en octavos de final, y ante el potente juego que la belga demostraba a estas instancias, todo preveía un segundo grand slam para la jugadora europea. Pero las cosas no se le dieron, pues si bien ganó un excelente partido por los cuartos de final frente a la suiza Martina Hingis, caería en dos sets frente a una inspirada María Sharápova, quien llegaba así a su segunda final consecutiva de Grand Slam y la tercera de su carrera, rompiendo una seguidilla de partidos ganados de Kim Clijsters, en lo que constituiría su primera derrota del 2007 y su último partido como profesional en el prestigioso torneo australiano.

### 2009
El 10 de agosto de 2009 a la edad de 26 años vuelve a jugar un partido válido por el circuito WTA. En Cincinnati y en la primera ronda vence a la francesa Marion Bartoli, 13 del mundo, 6-4, 6-3 después de más de 2 años de inactividad. En segunda ronda se enfrentaría a Patty Schnyder 6-2 7-5. En tercera ronda enfrentaría a Svetlana Kuznetsova ganando 6-4 4-6 6-2. Pero en cuartos de final perdería con Dinara Sáfina 2-6, 5-7.
Su siguiente torneo ese año sería el Torneo de Canadá disputado en Toronto, donde en la primera ronda se enfrentó a Elena Baltacha ganando por 6-3 y 6-4. En la segunda ronda vencería a Victoria Azarenka por 7-5 4-6 6-1. Perdería en la tercera ronda con Jelena Janković por 6-1, 3-6 y 5-7.
Después jugaría el Abierto de los Estados Unidos gracias a una wilcard, en la primera ronda vencería a Viktoriya Kutuzova por 6-1 6-1. En la segunda ronda le ganaría a Marion Bartoli por 5-7 6-1 6-2. En tercera ronda vencería a Kirsten Flipkens por 6-0 6-2. En cuarta ronda vencería a Venus Williams en un apretado partido por 6-0 0-6 6-4. En cuartos de final se enfrentó a Na Li por 6-2 6-4. En semifinales se enfrentó a Serena Williams en un partido que resultó polémico porque la menor de las hermanas Williams fue descalificada tras ser acusada de amenazar de muerte a una juez de línea que le marcó "falta de pie" cuando sacaba 4-6, 5-6 y 15-30, lo que colocaba en doble punto de partido a la ganadora. La penalidad por la amenaza contra la jueza terminó por otorgar el triunfo a Clijsters por 6-4 y 7-5. El 13 de septiembre de 2009 vence, en la final, a la danesa Caroline Wozniacki en el Abierto de Estados Unidos, adjudicándose el campeonato por 7-5 6-3.
Su último torneo del año fue el Torneo de Luxemburgo, en primera ronda se enfrentó a Meghann Shaughnessy venciéndola 6-2 6-2. En segunda ronda se enfrentó a Patty Schnyder perdiendo 4-6 6-3 6-7. Kim finalizó el año en el puesto número 18.

### 2010
Clijsters inicia el año en el torneo australiano de Brisbane como primera cabeza de serie, en primera ronda se enfrentó a Tathiana Garbin por 6-2 6-1. En segunda ronda se enfrentó a Alicia Malik por 6-0 6-3. En cuartos de final se enfrentó a Lucie Šafářová por 6-1 0-6 6-4. En semifinales se enfrentó a Andrea Petkovic 6-4 6-2. En la final se enfrentó a Justine Henin ganando por 6-3 4-6 7-6 su primer título del año. En el Abierto de Australia no tiene una buena actuación, ya que en tercera ronda pierde contra Nadia Petrova por un irremontable 6-0,6-1. El WTA Miami Open lo gana venciendo en semifinales a Justine Henin y en la final a Venus Williams. Su segundo título en 2010 la regresó a los top ten de la WTA

### 2011
En el primer Grand Slam del año, disputado en Melbourne, se presenta en primera ronda contra la rusa Dinara Safina (hermana del retirado Marat Safin) demoliéndola por un doble 6-0, comenzando así su camino glorioso hacia su primer título en Australia. La suerte quiso que en la segunda ronda le toque una española, Carla Suárez Navarro, quien había derrotado en primera ronda a Christina McHale, esta vez fue 6-1 6-3 para la belga. En tercera ronda, Alize Cornet sería su víctima por 7-6 6-3, su sueño se hacía cada vez más real, ya que Venus Williams se daba de baja por lesión significando una poderosa rival menos en el cuadro. El 7-6 6-2 a Yekaterina Makárova en cuarta ronda le daría la posibilidad de meterse en cuartos de final contra Agnieszka Radwanska (preclasificada número 12). La polaca no podría con la fuerza y técnica de Kim cayendo contra la belga 6-2 7-6, Clijters ya estaba en semis. 
En la semifinal del Abierto jugaría contra la preclasificada número 2 Vera Zvonariova. El contundente 6-3 6-3 le daría la oportunidad de jugar por su sueño contra Na Li (9), quien se había hecho un lugar en el partido por la copa al vencer a la preclasificada número 1 Caroline Wozniacki por 3-6 7-5 6-3.
El partido contra la china fue el más complicado de todos ya que disputó 3 fabulosos set, los cuales terminaron todos con el mismo resultado, pero con diferentes vencedoras. El primer set se lo había llevado Na Li, pero en el segundo apareció la Kim que todos conocemos y disfrutamos de ver para llevárselo con un 6-3, así como también el tercer set por otro 6-3.
El 14 de febrero de 2011 la belga luego de alcanzar la final del Open GDF Suez en París recuperó el puesto N.º 1 del mundo que estaba en manos de la danesa Caroline Wozniacki. La belga no estaba rankeada en el tope de la lista desde el 2006. Sin embargo, la semana siguiente la belga vuelve a perder este puesto de privilegio en manos de la danesa Wozniacki.
Posteriormente participaría en el Masters de Indian Wells como segunda cabeza de serie y una de las claras favoritas para llevarse la copa. Sin embargo presentó problemas en su hombro durante su partido de tercera ronda ante la italiana Sara Errani y a pesar de que la logra vencer; en la cuarta ronda tuvo que retirarse ante la francesa Marion Bartoli después que el marcador mostraba 6-3, 1-3 a favor de la belga.
Su siguiente torneo es el Masters de Miami del cual fue campeona defensora.

## Títulos de Grand Slam

### Individual

#### Campeona (4)
| Año  | Torneo               | Oponente en la final | Resultado     |
| 2005 | Abierto de EE. UU.   | Mary Pierce          | 6-3, 6-1      |
| 2009 | Abierto de EE. UU.   | Caroline Wozniacki   | 7-5, 6-3      |
| 2010 | Abierto de EE. UU.   | Vera Zvonareva       | 6-2, 6-1      |
| 2011 | Abierto de Australia | Na Li                | 3-6, 6-3, 6-3 |

#### Finalista (4)
| Año  | Torneo               | Oponente en la final | Resultado       |
| 2001 | Roland Garros        | Jennifer Capriati    | 6-1, 4-6, 10-12 |
| 2003 | Roland Garros        | Justine Henin        | 0-6, 4-6        |
| 2003 | Abierto de EE. UU.   | Justine Henin        | 5-7, 1-6        |
| 2004 | Abierto de Australia | Justine Henin        | 3-6, 6-4, 3-6   |

### Dobles Femenino

#### Campeona (2)
| Año  | Torneo        | Pareja      | Oponentes en la final       | Resultado     |
| 2003 | Roland Garros | Ai Sugiyama | Virginia Ruano Paola Suárez | 6-7, 6-2, 9-7 |
| 2003 | Wimbledon     | Ai Sugiyama | Virginia Ruano Paola Suárez | 6-4, 6-4      |

#### Finalista (1)
| Año  | Torneo    | Pareja      | Oponentes en la final      | Resultado |
| 2001 | Wimbledon | Ai Sugiyama | Lisa Raymond Rennae Stubbs | 4-6, 3-6  |

### Dobles mixto

#### Finalista (1)
| Año  | Torneo    | Pareja         | Oponentes en la final      | Resultado   |
| 2000 | Wimbledon | Lleyton Hewitt | Kimberly Po Donald Johnson | 4-6, 6-7(3) |

## WTA Tour Championships

### Individual

#### Campeona (3)
| Año  | Sede        | Oponente en la final | Resultado     |
| 2002 | Los Ángeles | Serena Williams      | 7-5, 6-3      |
| 2003 | Los Ángeles | Amélie Mauresmo      | 6-2, 6-0      |
| 2010 | Doha        | Caroline Wozniacki   | 6-3, 5-7, 6-3 |

### Dobles

#### Finalista (1)
| Año  | Sede        | Pareja      | Oponentes en la final       | Resultado     |
| 2003 | Los Ángeles | Ai Sugiyama | Virginia Ruano Paola Suárez | 4-6, 6-3, 3-6 |

## Títulos WTA (52; 41+11)

### Individual (41)
| Leyenda: Antes de 2009     | Leyenda: A partir de 2009 |
| -------------------------- | ------------------------- |
| Grand Slam (4)             |                           |
| Juegos Olímpicos (0)       |                           |
| WTA Tour Championships (3) |                           |
| Tier I (5)                 | Premier Mandatory (1)     |
| Tier II (18)               | Premier 5 (1)             |
| Tier III (7)               | Premier (0)               |
| Tier IV & V (1)            | International (1)         |

| Títulos por superficie |
| Dura (36)              |
| Tierra batida (3)      |
| Hierba (2)             |

| N.º | Fecha                    | Torneo               | Superficie    | Oponente en la final   | Resultado         |
| --- | ------------------------ | -------------------- | ------------- | ---------------------- | ----------------- |
| 1.  | 20 de septiembre de 1999 | Luxemburgo           | Dura (i)      | Dominique Monami       | 6-2, 6-2          |
| 2.  | 10 de enero de 2000      | Hobart               | Dura          | Chanda Rubin           | 2-6, 6-2, 6-2     |
| 3.  | 30 de octubre de 2000    | Leipzig              | Dura (i)      | Elena Likhovtseva      | 7-6(6,) 4-6, 6-4  |
| 4.  | 23 de julio de 2001      | Stanford             | Dura          | Lindsay Davenport      | 6-4, 6-7(5), 6-1  |
| 5.  | 24 de septiembre de 2001 | Leipzig              | Dura (i)      | Magdalena Maleeva      | 6-1, 6-1          |
| 6.  | 22 de octubre de 2001    | Luxemburgo           | Dura          | Lisa Raymond           | 6-2, 6-2          |
| 7.  | 29 de abril de 2002      | Hamburgo             | Tierra batida | Venus Williams         | 1-6, 6-3, 6-4     |
| 8.  | 7 de octubre de 2002     | Filderstadt          | Dura          | Daniela Hantuchová     | 4-6, 6-3, 6-4     |
| 9.  | 21 de octubre de 2002    | Luxemburgo           | Dura (i)      | Magdalena Maleeva      | 6-1, 6-2          |
| 10. | 4 de noviembre de 2002   | Tour Championships   | Dura (i)      | Serena Williams        | 7-5, 6-3          |
| 11. | 6 de enero de 2003       | Sídney               | Dura          | Lindsay Davenport      | 6-4, 6-3          |
| 12. | 3 de marzo de 2003       | Indian Wells         | Dura          | Lindsay Davenport      | 6-4, 7-5          |
| 13. | 12 de mayo de 2003       | Roma                 | Tierra batida | Amélie Mauresmo        | 3-6, 7-6(3), 6-0  |
| 14. | 16 de junio de 2003      | 's-Hertogenbosch     | Hierba        | Justine Henin-Hardenne | 6-7(4), 3-0, ret. |
| 15. | 21 de julio de 2003      | Stanford             | Dura          | Jennifer Capriati      | 4-6, 6-4, 6-2     |
| 16. | 4 de agosto de 2003      | Los Ángeles          | Dura          | Lindsay Davenport      | 6-1, 3-6, 6-1     |
| 17. | 6 de octubre de 2003     | Filderstadt          | Dura (i)      | Justine Henin-Hardenne | 5-7, 6-4, 6-2     |
| 18. | 20 de octubre de 2003    | Luxemburgo           | Dura (i)      | Chanda Rubin           | 6-2, 7-5          |
| 19. | 3 de noviembre de 2003   | Tour Championships   | Dura (i)      | Amélie Mauresmo        | 6-2, 6-0          |
| 20. | 9 de febrero de 2004     | París                | Dura (i)      | Mary Pierce            | 6-2, 6-1          |
| 21. | 16 de febrero de 2004    | Amberes              | Dura (i)      | Silvia Farina Elia     | 6-3, 6-0          |
| 22. | 7 de marzo de 2005       | Indian Wells         | Dura          | Lindsay Davenport      | 6-4, 4-6, 6-2     |
| 23. | 23 de marzo de 2005      | Miami                | Dura          | María Sharápova        | 6-3, 7-5          |
| 24. | 13 de junio de 2005      | Eastbourne           | Hierba        | Vera Dushevina         | 7-5, 6-0          |
| 25. | 1 de agosto de 2005      | Stanford             | Dura          | Venus Williams         | 7-5, 6-2          |
| 26. | 8 de agosto de 2005      | Los Ángeles          | Dura          | Daniela Hantuchová     | 6-4, 6-1          |
| 27. | 15 de agosto de 2005     | Toronto              | Dura          | Justine Henin-Hardenne | 7-5, 6-1          |
| 28. | 10 de septiembre de 2005 | Abierto de EE. UU.   | Dura          | Mary Pierce            | 6-3, 6-1          |
| 29. | 2 de octubre de 2005     | Luxemburgo           | Dura (i)      | Anna-Lena Groenefeld   | 6-2, 6-4          |
| 30. | 30 de octubre de 2005    | Hasselt              | Dura (i)      | Francesca Schiavone    | 6-2, 6-3          |
| 31. | 7 de mayo de 2006        | Varsovia             | Tierra batida | Svetlana Kuznetsova    | 7-5, 6-2          |
| 32. | 24 de julio de 2006      | Stanford             | Dura          | Patty Schnyder         | 6-4, 6-2          |
| 33. | 5 de noviembre de 2006   | Hasselt              | Dura (i)      | Kaia Kanepi            | 6-3, 3-6, 6-4     |
| 34. | 12 de enero de 2007      | Sídney               | Dura          | Jelena Janković        | 4-6, 7-6(1), 6-4  |
| 35. | 13 de septiembre de 2009 | Abierto de EE. UU.   | Dura          | Caroline Wozniacki     | 7-5, 6-3          |
| 36. | 9 de enero de 2010       | Brisbane             | Dura          | Justine Henin          | 6-3, 4-6, 7-6(6)  |
| 37. | 3 de abril de 2010       | Miami                | Dura          | Venus Williams         | 6-2, 6-1          |
| 38. | 15 de agosto de 2010     | Cincinnati           | Dura          | María Sharápova        | 2-6, 7-6(4), 6-2  |
| 39. | 11 de septiembre de 2010 | Abierto de EE. UU.   | Dura          | Vera Zvonareva         | 6-2, 6-1          |
| 40. | 31 de octubre de 2010    | Tour Championships   | Dura          | Caroline Wozniacki     | 6-3, 5-7, 6-3     |
| 41. | 29 de enero de 2011      | Abierto de Australia | Dura          | Na Li                  | 3-6, 6-3, 6-3     |

#### Finalista (19)
| N.º | Fecha                    | Torneo               | Superficie    | Oponente en la final   | Resultado       |
| --- | ------------------------ | -------------------- | ------------- | ---------------------- | --------------- |
| 1.  | 18 de octubre de 1999    | Bratislava           | Dura          | Amélie Mauresmo        | 3-6, 3-6        |
| 2.  | 8 de octubre de 2000     | Stuttgart            | Dura (i)      | Martina Hingis         | 0-6, 3-6        |
| 3.  | 17 de marzo de 2001      | Indian Wells         | Dura          | Serena Williams        | 6-4, 4-6, 2-6   |
| 4.  | 28 de mayo de 2001       | Roland Garros        | Tierra batida | Jennifer Capriati      | 6-1, 4-6, 10-12 |
| 5.  | 18 de junio de 2001      | 's-Hertogenbosch     | Hierba        | Justine Henin-Hardenne | 4-6, 6-3, 3-6   |
| 6.  | 22 de julio de 2002      | Stanford             | Dura          | Venus Williams         | 3-6, 3-6        |
| 7.  | 22 de septiembre de 2002 | Tokio (Nichirei)     | Dura          | Serena Williams        | 6-2, 3-6, 3-6   |
| 8.  | 10 de febrero de 2003    | Amberes              | Dura (i)      | Venus Williams         | 2-6, 4-6        |
| 9.  | 2 de marzo de 2003       | Scottsdale           | Dura          | Ai Sugiyama            | 6-3, 5-7, 4-6   |
| 10. | 5 de mayo de 2003        | Berlín               | Tierra batida | Justine Henin-Hardenne | 4-6, 6-4, 5-7   |
| 11. | 26 de mayo de 2003       | Roland Garros        | Tierra batida | Justine Henin-Hardenne | 0-6, 4-6        |
| 12. | 28 de julio de 2003      | San Diego            | Dura          | Justine Henin-Hardenne | 6-3, 2-6, 3-6   |
| 13. | 25 de agosto de 2003     | Abierto de EE. UU.   | Dura          | Justine Henin-Hardenne | 5-7, 1-6        |
| 13. | 19 de enero de 2004      | Abierto de Australia | Dura          | Justine Henin-Hardenne | 3-6, 6-4, 3-6   |
| 15. | 19 de febrero de 2006    | Amberes              | Dura (i)      | Amélie Mauresmo        | 6-3, 3-6, 3-6   |
| 16. | 6 de agosto de 2006      | San Diego            | Dura          | María Sharápova        | 5-7, 5-7        |
| 17. | 18 de febrero de 2007    | Amberes              | Dura (i)      | Amélie Mauresmo        | 4-6, 6-7(4)     |
| 18. | 14 de enero de 2011      | Sídney               | Dura          | Na Li                  | 6-7(3), 3-6     |
| 19. | 13 de febrero de 2011    | París                | Dura (i)      | Petra Kvitová          | 4-6, 3-6        |

### Dobles (11)
| Leyenda: Antes de 2009 | Leyenda: A partir de 2009 |
| ---------------------- | ------------------------- |
| Grand Slam (2)         |                           |
| Juegos Olímpicos (0)   |                           |
| WTA Championships (0)  |                           |
| Tier I (2)             | Premier Mandatory (0)     |
| Tier II (4)            | Premier 5 (0)             |
| Tier III (1)           | Premier (0)               |
| Tier IV & V (2)        | International (0)         |

| N.º | Fecha                 | Torneo        | Superficie    | Pareja            | Oponente en la final                | Resultado     |
| --- | --------------------- | ------------- | ------------- | ----------------- | ----------------------------------- | ------------- |
| 1.  | 27 de octubre de 1999 | Bratislava    | Dura          | Laurence Courtois | Olga Barabanschikova Lilia Osterloh | 6-2, 3-6, 7-5 |
| 2.  | 21 de mayo de 2000    | Amberes       | Tierra batida | Sabine Appelmans  | Jennifer Hopkins Petra Rampre       | 6-1, 6-1      |
| 3.  | 12 de agosto de 2002  | Los Ángeles   | Dura          | Jelena Dokić      | Daniela Hantuchová Ai Sugiyama      | 6-3, 6-3      |
| 4.  | 27 de octubre de 2002 | Luxemburgo    | Dura          | Janette Husárová  | Kveta Peschke Barbara Rittner       | 4-6, 6-3, 7-5 |
| 5.  | 12 de enero de 2003   | Sídney        | Dura          | Ai Sugiyama       | Conchita Martínez Rennae Stubbs     | 6-3, 6-3      |
| 6.  | 16 de febrero de 2003 | Amberes       | Dura (i)      | Ai Sugiyama       | Nathalie Dechy Émilie Loit          | 6-2, 6-0      |
| 7.  | 2 de marzo de 2003    | Scottsdale    | Dura          | Ai Sugiyama       | Lindsay Davenport Lisa Raymond      | 6-1, 6-4      |
| 8.  | 8 de junio de 2003    | Roland Garros | Tierra batida | Ai Sugiyama       | Virginia Ruano Paola Suárez         | 6-7, 6-2, 9-7 |
| 9.  | 6 de julio de 2003    | Wimbledon     | Hierba        | Ai Sugiyama       | Virginia Ruano Paola Suárez         | 6-4, 6-4      |
| 10. | 3 de agosto de 2003   | San Diego     | Dura          | Ai Sugiyama       | Lindsay Davenport Lisa Raymond      | 6-4, 7-5      |
| 11. | 19 de octubre de 2003 | Zúrich        | Dura (i)      | Ai Sugiyama       | Virginia Ruano Paola Suárez         | 7-6, 6-2      |

#### Finalista (9)
| N.º | Fecha                    | Torneo             | Superficie    | Pareja              | Oponentes en la final                     | Resultado           |
| --- | ------------------------ | ------------------ | ------------- | ------------------- | ----------------------------------------- | ------------------- |
| 1.  | 16 de enero de 2000      | Hobart             | Dura          | Alicia Molik        | Rita Grande Émilie Loit                   | 6-2, 2-6, 6-3       |
| 2.  | 30 de octubre de 2000    | Leipzig            | Dura (i)      | Laurence Courtois   | Arantxa Sánchez-Vicario Anne-Gaëlle Sidot | 6-7(6), 7-5, 6-3    |
| 3.  | 4 de marzo de 2001       | Scottsdale         | Dura          | Meghann Shaughnessy | Lisa Raymond Rennae Stubbs                | w/o                 |
| 4.  | 18 de junio de 2001      | 's-Hertogenbosch   | Hierba        | Miriam Oremans      | Ruxandra Dragomir Nadia Petrova           | 7-6(5), 6-7(5), 6-4 |
| 5.  | 8 de julio de 2001       | Wimbledon          | Hierba        | Ai Sugiyama         | Lisa Raymond Rennae Stubbs                | 6-4, 6-3            |
| 6.  | 17 de septiembre de 2001 | Tokio (Nichirei)   | Dura          | Ai Sugiyama         | Cara Black Liezel Huber                   | 6-1, 6-3            |
| 7.  | 15 de marzo de 2003      | Indian Wells       | Dura          | Ai Sugiyama         | Lindsay Davenport Lisa Raymond            | 3-6, 6-4, 6-1       |
| 8.  | 11 de mayo de 2003       | Berlín             | Tierra batida | Ai Sugiyama         | Virginia Ruano Paola Suárez               | 6-3, 4-6, 6-4       |
| 9.  | 10 de noviembre de 2003  | Tour Championships | Dura (i)      | Ai Sugiyama         | Virginia Ruano Paola Suárez               | 6-4, 3-6, 6-3       |

## Clasificación histórica
| Torneos                        | 1997         | 1998         | 1999         | 2000         | 2001         | 2002         | 2003         | 2004      | 2005         | 2006         | 2007         | 2008      | 2009         | 2010         | 2011         | 2012         | Carrera SR | G-P      |
| ------------------------------ | ------------ | ------------ | ------------ | ------------ | ------------ | ------------ | ------------ | --------- | ------------ | ------------ | ------------ | --------- | ------------ | ------------ | ------------ | ------------ | ---------- | -------- |
| Grand Slam                     |              |              |              |              |              |              |              |           |              |              |              |           |              |              |              |              |            |          |
| Australian Open                | A            | A            | A            | 1R           | 4R           | SF           | SF           | F         | A            | SF           | SF           | A         | A            | 3R           | G            | SF           | 1 / 9      | 31–8     |
| Roland Garros                  | A            | A            | A            | 1R           | F            | 3R           | F            | A         | 4R           | SF           | A            | A         | A            | A            | 2R           | A            | 0 / 7      | 23–7     |
| Wimbledon                      | A            | A            | 4R           | 2R           | CF           | 2R           | SF           | A         | 4R           | SF           | A            | A         | A            | CF           | A            | 4R           | 0 / 8      | 26–8     |
| U.S. Open                      | A            | A            | 3R           | 2R           | CF           | 4R           | F            | A         | G            | A            | A            | A         | G            | G            | A            | 2R           | 3 / 8      | 37–5     |
| Participaciones                | 0 / 0        | 0 / 0        | 0 / 2        | 0 / 4        | 0 / 4        | 0 / 4        | 0 / 4        | 0 / 1     | 1 / 3        | 0 / 3        | 0 / 1        | 0 / 0     | 1 / 1        | 1 / 3        | 1 / 2        | 0 / 3        | 4 / 35     | N/A      |
| Ganados-Perdidos               | 0–0          | 0–0          | 8–2          | 2–4          | 17–4         | 11–4         | 22–4         | 6–1       | 13–2         | 14–3         | 5–1          | 0-0       | 7-0          | 6-2          | 8-1          | 8-2          | N/A        | 132–30   |
| Juegos Olímpicos               |              |              |              |              |              |              |              |           |              |              |              |           |              |              |              |              |            |          |
| Juegos Olímpicos               | No Realizado | No Realizado | No Realizado | A            | No Realizado | No Realizado | No Realizado | A         | No Realizado | No Realizado | No Realizado | A         | No Realizado | No Realizado | No Realizado | CF           | 0 / 1      | 3-1      |
| Torneos Finales de Año         |              |              |              |              |              |              |              |           |              |              |              |           |              |              |              |              |            |          |
| WTA Tour Championships         | A            | A            | A            | CF           | SF           | G            | G            | A         | RR           | SF           | A            | A         | A            | G            | A            | A            | 3 / 7      | 19–7     |
| Torneos WTA Premier Mandatory  |              |              |              |              |              |              |              |           |              |              |              |           |              |              |              |              |            |          |
| Indian Wells                   | A            | A            | A            | 4R           | F            | 2R           | G            | 3R        | G            | A            | A            | A         | A            | 3R           | 4R           | A            | 2 / 8      | 24–5     |
| Miami                          | A            | A            | A            | 4R           | 4R           | CF           | SF           | A         | G            | 2R           | 4R           | A         | A            | G            | CF           | 3R           | 2 / 10     | 31–8     |
| Madrid                         | NC           | NC           | NC           | NC           | NC           | NC           | NC           | NC        | NC           | NC           | NC           | NC        | A            | A            | A            | A            | 0 / 0      | 0-0      |
| Pekín                          | NC           | NC           | NC           | NC           | NC           | NC           | NC           | No Tier I | No Tier I    | No Tier I    | No Tier I    | No Tier I | A            | A            | A            | A            | 0 / 0      | 0-0      |
| Torneos WTA Premier 5          |              |              |              |              |              |              |              |           |              |              |              |           |              |              |              |              |            |          |
| Dubái                          | No Tier I    | No Tier I    | No Tier I    | No Tier I    | No Tier I    | No Tier I    | No Tier I    | No Tier I | No Tier I    | No Tier I    | No Tier I    | No Tier I | A            | A            | A            | A            | 0 / 0      | 0-0      |
| Roma                           | A            | A            | A            | A            | 2R           | SF           | G            | A         | A            | 3R           | A            | A         | A            | A            | A            | A            | 1 / 4      | 9–3      |
| Cincinnati                     | No Celebrado | No Celebrado | No Celebrado | No Celebrado | No Celebrado | No Celebrado | No Celebrado | No Tier I | No Tier I    | No Tier I    | No Tier I    | No Tier I | CF           | G            | A            | A            | 1 / 2      | 8-1      |
| Toronto/Montréal               | A            | A            | A            | A            | A            | 3R           | 3R           | A         | G            | 2R           | A            | A         | 3R           | CF           | 2R           | A            | 1 / 7      | 10–6     |
| Tokio                          | A            | A            | A            | A            | A            | A            | A            | A         | A            | A            | A            | A         | A            | A            | A            | A            | 0 / 0      | 0–0      |
| Torneos Anteriores WTA Tier I  |              |              |              |              |              |              |              |           |              |              |              |           |              |              |              |              |            |          |
| Berlín                         | A            | A            | A            | A            | 1R           | 2R           | F            | 3R        | 3R           | A            | A            | A         | No Celebrado | No Celebrado | No Celebrado | No Celebrado | 0 / 5      | 7–4      |
| San Diego                      | No Tier I    | No Tier I    | No Tier I    | No Tier I    | No Tier I    | No Tier I    | No Tier I    | A         | CF           | F            | A            | NC        | NC           | No Tier I    | No Tier I    | No Tier I    | 0 / 2      | 6–2      |
| Zürich                         | A            | A            | A            | A            | A            | CF           | SF           | A         | A            | A            | A            | No Tier I | No Celebrado | No Celebrado | No Celebrado | No Celebrado | 0 / 2      | 4–2      |
| Estadísticas                   |              |              |              |              |              |              |              |           |              |              |              |           |              |              |              |              |            |          |
| Torneos Jugados                | 1            | 4            | 11           | 17           | 22           | 21           | 21           | 6         | 17           | 14           | 5            | 0         | 4            | 11           | 8            | 6            | N/A        | 167      |
| Finalista                      | 0            | 2            | 4            | 3            | 6            | 6            | 15           | 3         | 9            | 5            | 2            | 0         | 1            | 5            | 3            | 0            | N/A        | 64       |
| Torneos Ganados                | 0            | 2            | 2            | 2            | 3            | 4            | 9            | 2         | 9            | 3            | 1            | 0         | 1            | 5            | 1            | 0            | N/A        | 41       |
| Dura Ganados-Perdidos          | 0–0          | 5–1          | 11–2         | 16–8         | 32–11        | 31–10        | 57–7         | 9–2       | 49–4         | 23–6         | 14–3         | 0–0       | 13–3         | 25-4         | 21-5         | 10-3         | N/A        | 323–69   |
| Tierra Batida Ganados-Perdidos | 2–1          | 11–1         | 14–5         | 1–2          | 12–5         | 10–3         | 19–2         | 3–0       | 8–3          | 11–3         | 0–1          | 0–0       | 0–0          | 1–1          | 1–1          | 0–0          | N/A        | 94–28    |
| Hierba Ganados-Perdidos        | 0–0          | 0–0          | 6–1          | 2–2          | 7–2          | 2–2          | 9–1          | 0–0       | 8–1          | 6–2          | 0–0          | 0–0       | 0–0          | 6-2          | 1-1          | 9-2          | N/A        | 56–16    |
| Carpeta Ganados-Perdidos       | 0–0          | 0–0          | 8–2          | 11–5         | 4–0          | 8–2          | 5–2          | 8–0       | 2–1          | 3–1          | 0–0          | 0–0       | 0–0          | 0–0          | 0-0          | 0-0          | N/A        | 49–13    |
| Ganados-Perdidos               | 2-1          | 16-2         | 39-10        | 30-17        | 55-18        | 51-17        | 90-12        | 20-2      | 67-9         | 43-12        | 14-4         | 0-0       | 13-3         | 32-7         | 23-7         | 19-5         | N/A        | 522-1267 |
| Ranking                        | No           | 409          | 47           | 18           | 5            | 4            | 2            | 22        | 2            | 5            | Ninguno      | Ninguno   | 18           | 3            | 13           |              | N/A        | N/A      |